# Салуда (окръг, Южна Каролина)
Окръг Салуда (на английски: Saluda County) е окръг в щата Южна Каролина, Съединени американски щати. Площта му е 1196 km², а населението – 18 862 души (1 април 2020). Административен център е град Салуда.